# Biserica „Sfinții Arhangheli” din Slobozia Mare
Biserica „Sf. Arhangheli” este o biserică amplasată în Slobozia Mare, raionul Cahul, Republica Moldova. Este un monument arhitectural de importanță națională inclus în Registrul monumentelor Republicii Moldova ocrotite de stat cu nr. 409 (raionul Vulcănești). Datează din 1871.